# Amaurobius distortus
Amaurobius distortus is een spinnensoort in de taxonomische indeling van de nachtkaardespinnen (Amaurobiidae).
Het dier behoort tot het geslacht Amaurobius. De wetenschappelijke naam van de soort werd voor het eerst geldig gepubliceerd in 1972 door Robin Ernest Leech.